# Ataksja rdzeniowo-móżdżkowa
Ataksja rdzeniowo-móżdżkowa (ang. spinocerebellar ataxia, SCA) – grupa chorób genetycznych o podobnych objawach (zaburzenia koordynacji ruchowej spowodowane zmianami w obrębie móżdżku), spowodowanych jednak mutacjami w różnych genach. Część z nich należy do TREDs, czyli chorób spowodowanych ekspansją trójek nukleotydowych. W przypadku SCA1, 2, 3, 6 i 7 jest to powielenie segmentu genu o sekwencji nukleotydów CAG (kodon oznaczający aminokwas glutaminę).

## Epidemiologia
Badania nt. SCA są nieliczne. Uważa się, iż najczęstszą postacią jest SCA-3 czyli choroba Machado-Josepha (20% wszystkich przypadków SCA). Występuje z częstością 4,8-20,2/100 000, z różnicami geograficznymi. Wszystkie SCA dotyczą 0,1% populacji.
Dziedziczenie autosomalnie- dominujące (AD)
| Typ (synonimy)                        | Gen     | Locus       | Białko                                        | Objawy | OMIM                                                                                |
| ------------------------------------- | ------- | ----------- | --------------------------------------------- | --- | ----------------------------------------------------------------------------------- |
| SCA1                                  | ATXN1   | 6p23        | Ataksyna-1                                    | czwarta dekada (może być od dzieciństwa do >60lat). Objawy piramidowe, oftalmopareza, zanik języka, fascykulacje mięśni twarzy                                                        | SPINOCEREBELLAR ATAXIA 1; SCA1 w bazie Online Mendelian Inheritance in Man (ang.)   |
| SCA2                                  | ATXN2   | 12q24       | Ataksyna-2                                    | | SPINOCEREBELLAR ATAXIA 2; SCA2 w bazie Online Mendelian Inheritance in Man (ang.)   |
| SCA3 (choroba Machado-Josepha, MJD)   | ATXN3   | 14q24.3-q31 | Ataksyna-3                                    | | MACHADO-JOSEPH DISEASE; MJD w bazie Online Mendelian Inheritance in Man (ang.)      |
| SCA4, "pure type"                     | PLEKHG4 | 16q22.1     | Puratrofina-1                                 | | SPINOCEREBELLAR ATAXIA 31; SCA31 w bazie Online Mendelian Inheritance in Man (ang.) |
| SCA4, z czuciową aksonalną neuropatią | PLEKHG4 | 16q22.1     | Puratrofina-1                                 | | SPINOCEREBELLAR ATAXIA 4; SCA4 w bazie Online Mendelian Inheritance in Man (ang.)   |
| SCA5                                  | SPTBN2  | 11q13       | beta-III-spektryna                            | | SPINOCEREBELLAR ATAXIA 5; SCA5 w bazie Online Mendelian Inheritance in Man (ang.)   |
| SCA6                                  | CACNA1A | 19p13       | alfa-1-polipeptyd 4 izoformy kanału Ca typu L | | SPINOCEREBELLAR ATAXIA 6; SCA6 w bazie Online Mendelian Inheritance in Man (ang.)   |
| SCA7                                  |         |             | Ataksyna 7                                    | czwarta dekada (może być od dzieciństwa do 60lat). Upośledzenie widzenia z zanikiem nerwów wzrokowych i retinopatią barwnikowa, oftalmopareza, objawy piramidowe; wyraźna antycypacja |                                                                                     |
| SCA8                                  |         |             | Kelch like 1                                  | |                                                                                     |
| SCA11                                 | CBLN1   | 8           | Precerebellina-1                              | | PRECEREBELLIN 1; CBLN1 w bazie Online Mendelian Inheritance in Man (ang.)           |